# Tiêu cơ vân
Tiêu cơ vân là một hội chứng lâm sàng và sinh học chỉ tình trạng các mô cơ xương bị hư hại và phá vỡ nhanh chóng. Sản phẩm phân hủy của các tế bào cơ bị hư hỏng được phóng thích vào máu, một số chất của sự phân hủy này, chẳng hạn như các men trong tế bào cơ vân, kali, phospho... dẫn đến rối loạn nước điện giải, sốc giảm thể tích, toan chuyển hóa, gây hại cho thận và có thể dẫn đến suy thận. Mức độ nghiêm trọng của các triệu chứng, có thể bao gồm đau nhức bắp thịt, nôn mửa và lú lẫn, phụ thuộc vào mức độ tổn thương cơ và có suy thận phát triển. Các tổn thương cơ có thể bị gây ra bởi các yếu tố cơ thể (ví dụ như vết thương nát, gắng sức tập thể dục), thuốc, lạm dụng ma túy, bỏng diện rộng, thiếu máu cục bộ cấp tính, thân nhiệt quá cao hoặc dưới 35 độ C kéo dài, giảm kali máu, nhiễm toan ceton, hôn mê thẩm thấu, nhiễm độc cấp, và nhiễm trùng. Một số người có một điều kiện cơ di truyền làm tăng nguy cơ tiêu cơ vân. Chẩn đoán thường được làm xét nghiệm máu và xét nghiệm nước tiểu. Cơ sở chính của điều trị là dịch truyền tĩnh mạch với số lượng lớn, nhưng có thể bao gồm lọc máu hoặc lọc huyết cầu trong trường hợp nặng hơn.
Tiêu cơ vân và các biến chứng của nó là những vấn đề quan trọng cho những người bị thương trong các đợt thiên tai như động đất và vụ đánh bom. Nỗ lực cứu trợ trong khu vực xảy ra động đất thường bao gồm các đội y tế với các kỹ năng và thiết bị để điều trị những người sống sót với tiêu cơ vân. Căn bệnh này được mô tả lần đầu tiên trong thế kỷ 20, và khám phá quan trọng như cơ chế của nó đã được thực hiện trong Blitz của London vào năm 1941. Ngựa cũng có thể bị tiêu cơ vân từ nhiều nguyên nhân.